# Großer Wannsee

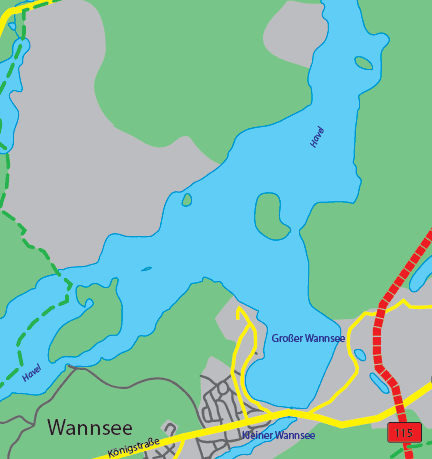
Localisation du lac Großer Wannsee.

Le Großer Wannsee [ˈɡʀoːsɐ ˈvanˌzeː]  (Grand Wannsee) est un lac formé par une anse de la rivière Havel près des localités de Wannsee et de Nikolassee (dans l'arrondissement de Steglitz-Zehlendorf), une banlieue située au sud-ouest de la capitale allemande Berlin, non loin de Potsdam.
Le canal Teltow communique avec le Großer Wannsee par l'intermédiaire du lac Griebnitzsee.
Le lac de Großer Wannsee est un lieu de villégiature où les Berlinois viennent se détendre sur les plages qui ont été aménagées sur ses bords.
La conférence de Wannsee réunit dans la villa Marlier de Berlin, le 20 janvier 1942, quinze hauts responsables du Troisième Reich, pour débattre de l'organisation administrative, technique et économique de l'extermination des Juifs d'Europe, voulue par Adolf Hitler et mise en œuvre, sur ses instructions, par Hermann Göring, Heinrich Himmler, Reinhard Heydrich et Adolf Eichmann.

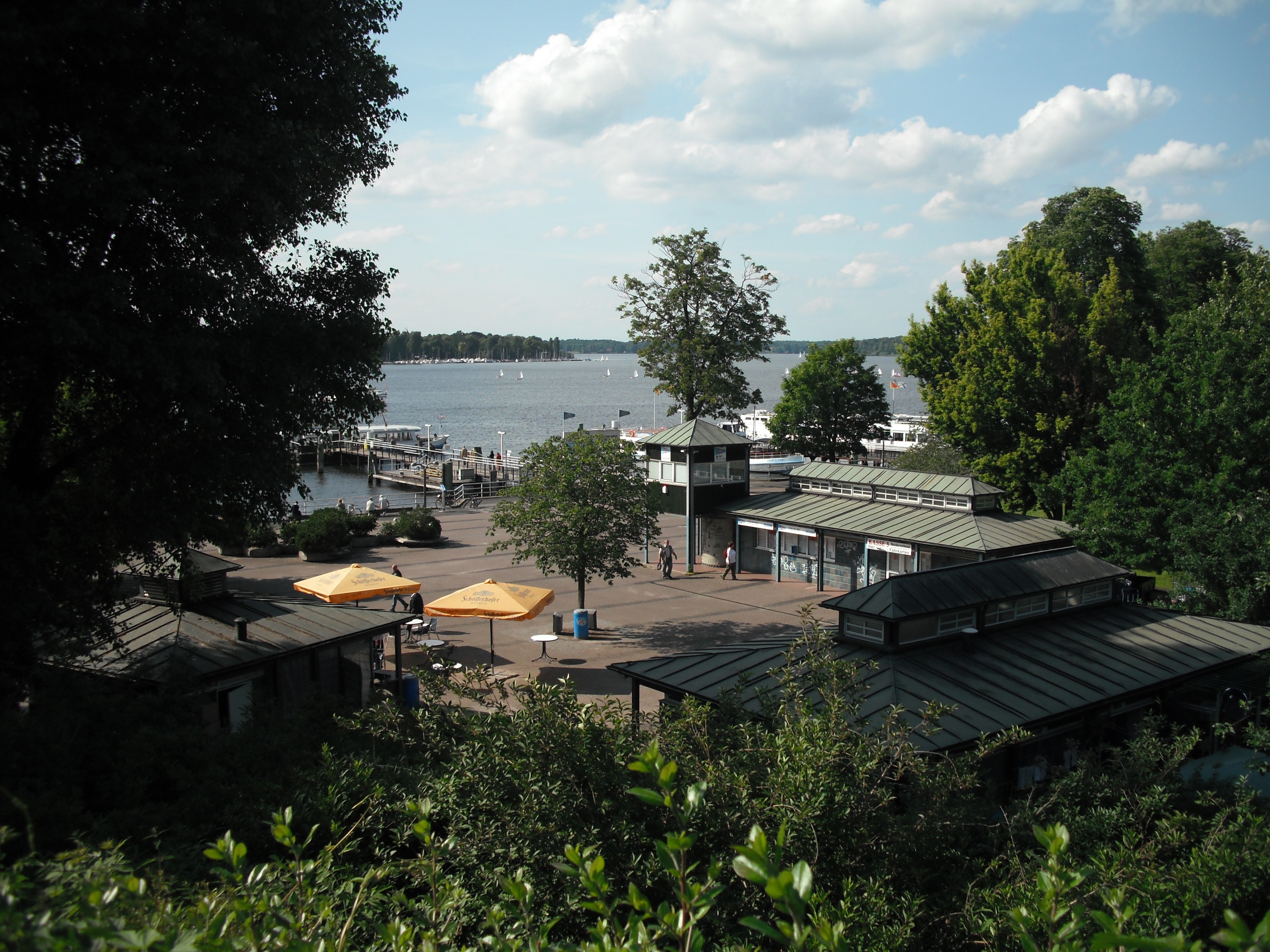
Lieu de villégiature sur le Großer Wannsee.